# Бочаров, Василий Михайлович
Василий Михайлович Бочаров (23 октября [4 ноября] 1883 — 30 октября 1942) — русский офицер, герой Первой мировой войны. Участник Белого движения, командир 1-го танкового дивизиона ВСЮР, полковник.

## Биография
Потомственный почетный гражданин. Общее образование получил в Севастопольской прогимназии.
В 1901 году поступил в Иркутское пехотное юнкерское училище, которое окончил по 2-му разряду. С началом русско-японской войны — старший унтер-офицер 3-го Восточно-Сибирского стрелкового полка, был произведен в зауряд-прапорщики, а затем в прапорщики запаса армейской пехоты (производство утверждено Высочайшим приказом от 29 октября 1905). Был дважды ранен. За боевые отличия произведен в подпоручики (производство утверждено Высочайшим приказом от 12 ноября 1906). Произведен в поручики 20 ноября 1908 года.
В Первую мировую войну вступил в рядах 3-го Сибирского стрелкового полка. Произведен в штабс-капитаны 15 октября 1914 года «за выслугу лет». Удостоен ордена Св. Георгия 4-й степени
За то, что будучи начальником конных разведчиков в бою под Варшавой 26, 27 и 28 сентября 1914 года при обстановке исключительной трудности и опасности, с беззаветной отвагой дважды прорвавшись в тыл противника, доставил начальнику дивизии точные сведения о силе, расположении и передвижениях противника, чем дал возможность принять меры, давшие впоследствии полный успех.
Пожалован Георгиевским оружием
За то, что в бою 23 февраля 1915 года у д. Космово, получив приказание занять с командой конных разведчиков окопы полка и прикрыть собой отход его на новые позиции, занял своею командою в 80 нижних чинов громадный участок и своими отважными действиями ввел противника в заблуждение относительно численности своего отряда. Затем, задерживал его до тех пор, пока полк не отошел на новую позицию, после чего, отходя с боем на присоединение к полку, все время уведомлял полк о движении противника. Своими блестящими действиями штабс-капитан Бочаров в полной мере способствовал достижению полком успеха в этом тяжелом арьергардном бою.
31 июля 1916 года переведен в 1-й броневой автомобильный дивизион. Произведен в капитаны 10 июня 1917 года «за отличия в делах против неприятеля».
В Гражданскую войну участвовал в Белом движении в составе Вооруженных сил Юга России и Русской армии. С 21 марта 1920 года был назначен командиром 1-го танкового дивизиона, в каковой должности оставался до эвакуации Крыма. Полковник. Эвакуировался из Севастополя на транспорте «Корнилов». Галлиполиец.
К 1922 году — в Югославии, осенью 1925 года — в составе Технического батальона во Франции. Умер в 1942 году. Был похоронен на кладбище Тиэ, затем перезахоронен на кладбище Сент-Женевьев-де-Буа.

## Награды
- Георгиевский крест 4-й ст. (№ 104430)
- Орден Святого Станислава 3-й ст. с мечами и бантом (ВП 21.01.1907)
- Орден Святой Анны 4-й ст. с надписью «за храбрость» (ВП 25.03.1907)
- Орден Святой Анны 3-й ст. (ВП 13.03.1911)
- Орден Святого Владимира 4-й ст. с мечами и бантом (ВП 12.02.1915)
- Орден Святого Георгия 4-й ст. (ВП 6.08.1915)
- Георгиевское оружие (ВП 7.11.1915)
- Орден Святой Анны 2-й ст. с мечами (ВП 15.11.1916)